# Hueyi tlatoani

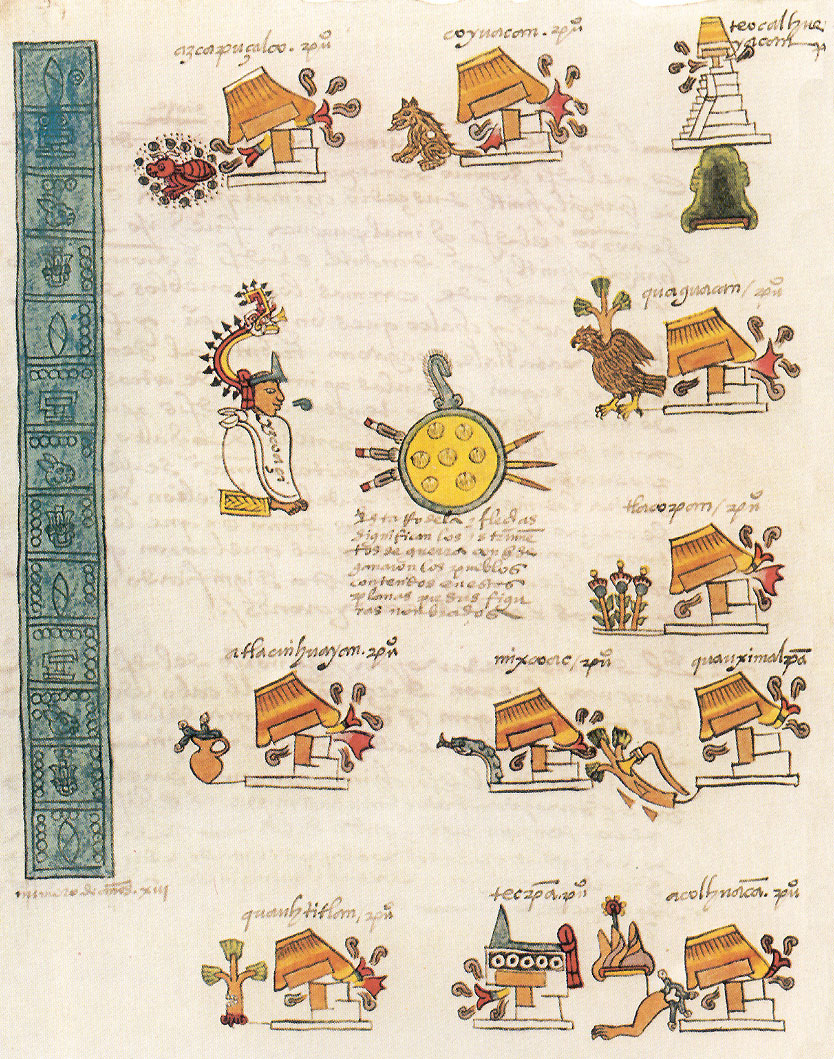
Còdex amb les conquestes d'Izcóatl

El huei tlàtoani (amb les ortografies alternatives de weyi tlahtoani, uey tlajtoani o hueyi tlahtoani; i en plural huei tlàtòquê) és la designació nàhuatl de l'emperador asteca o mexica. Originalment eren els governadors de la ciutat de Tenochtitlan, i després de la Triple Aliança també governarien Texcoco i Tlacopan. Aquest títol es tradueix al català literalment com a "gran orador", però per llurs funcions, la historiografia l'ha traduït com a "emperador".
Originalment el títol de hueyi tlatoani no era hederitari, sinó que el portador era elegit per consens de l'elit asteca. El hueyi tlatoani era el cap de govern, cap d'estat, cap de l'exèrcit, i el sacerdot suprem de la religió asteca. Abans de la fundació de Tenochtitlan, els líders dels asteques eren anomenats cuauhtlàto, que es tradueix com a "cabdill". Tenoch, el fundador de la ciutat de Tenochtitlan, seria l'últim cuauhtlàto i el primer hueyi tlàtoani.

## Llista dels hueyi tlàtòquê

### Cuauhtlàto
- 1233 - 1272 Tozcuecuextli (traducció del seu nom: lloro groc que es bressola)
- 1272 - 1299 Huehue Huitzilihuitl (ploma de colibrí)
- 1299 - 1347 Ilancueitl (faldilla d'anciana)

### Hueyi tlàtòquê
- 1347 - 1363 Tenoch (figa de moro de pedra)
- 1366 - 1396 Acamapichtli (manyat de canyes)
- 1396 - 1417 Huitzilíhuitl (ploma de colobrí)
- 1417 - 1427 Chimalpopoca (escut que fumeja)
- 1428 - 1440 Itzcóatl (serp d'obsidiana)
- 1440 - 1469 Moctezuma Ilhuicamina (senyor enfellonit, fletxer del cel)
- 1469 - 1481 Axayàcatl (cara d'aigua)
- 1481 - 1486 Tízoc (ensutjat de guix)
- 1486 - 1502 Ahuízotl (llúdria)
- 1502 - 1520 Moctezuma Xocoyotzin (senyor enfellonit, el noi)
- 1520 - 1521 Cuauhtlàhuac (senyor que canta en l'aigua)
- 1521 - 1521 Cuauhtémoc (àguila que cau)

El 18 d'agost, 1521 Tenochtitlan, va caure després d'un setge de tres mesos, i amb ella tot l'imperi asteca.

### Tlàtòquê imposats pels conqueridors (titelles)
- 1525–1526 Juan Velázquez Tlacotzin
- 1526–1530 Andrés de Tapia Motelchiuh
- 1532–1536 Pablo Xochiquentzin
- 1539–1541 Diego Huanitzin
- 1541–1554 Diego de San Francisco Tehuetzquitizin
- 1557-1562 Cristóbal de Guzmán Cecetzin
- 1563-1565 Luis de Santa María Nanacacipactzin